# Judenkodex

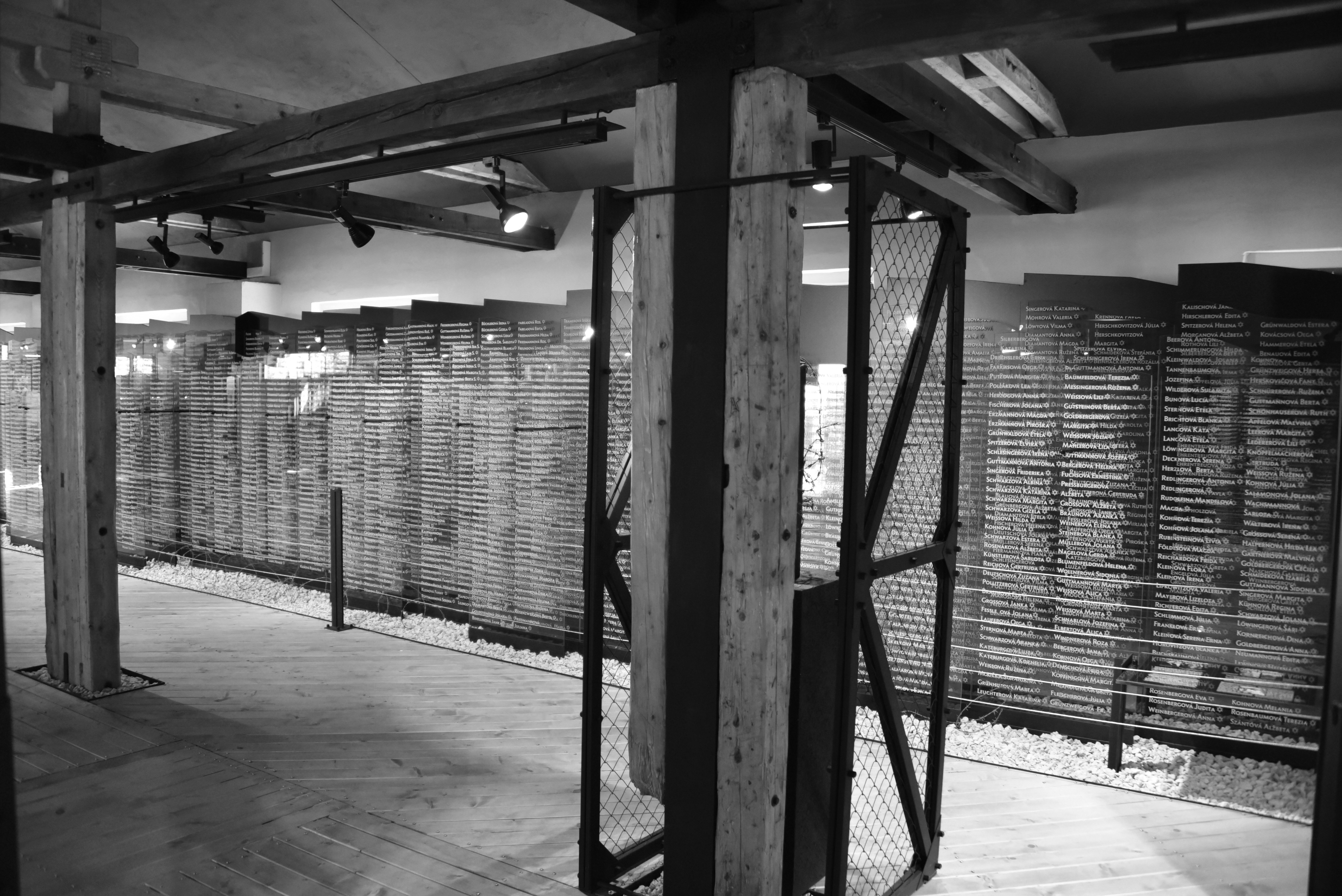
Namen der Ermordeten im Holocaust-Museum des KZ Sereď, 2017

Der Judenkodex (slowakisch Židovský kódex) war eine am 9. September 1941 erlassene Regierungsverordnung der Regierung Tuka im Slowakischen Staat. Dabei handelte es sich um ein slowakisches Pendant der Nürnberger Gesetze.
Diese Verordnung und die Kooperation der slowakischen Regierung mit dem NS-Regime führte zur Ermordung von 70.000 Menschen.

## Geschichte
Im „Judenkodex“ war der Übergang von der bis dahin üblichen religiösen zur „rassischen“ Beurteilung der Judenfrage in der Slowakei vollzogen. Auf der Webseite des Instituts Ústav pamäti národa wird das Gesetz als „eines der brutalsten antijüdischen Gesetze Europas“ bezeichnet.
So basierte der Beschluss auch auf dem rassischen Prinzip und definierte jeden slowakischen Staatsbürger als jüdisch, der von mindestens drei Großeltern jüdischen Glaubens abstammte, die vor dem 20. April 1939 nicht die christliche Taufe erhalten hatten. Die auf diese Art ausgesonderten Personen mussten verpflichtend einen gelben Judenstern tragen und verloren ihre Rechte. So verbot der Beschluss beispielsweise die Schließung einer Ehe zwischen Juden oder „Mischlingen“ und Nichtjuden.
Menschen, die diesem Beschluss zuwiderhandelten, konnten mit drei bis fünf Jahren Gefängnis bestraft werden und verloren das Wahlrecht. Jüdische Bürger verloren das aktive und passive Wahlrecht, durften keine Theater, Badeanstalten, Parks und andere öffentliche Einrichtungen besuchen, konnten nicht als Staatsbeamte angestellt werden, als Ärzte arbeiten, sich als Freikünstler betätigen und keine redakteurischen Tätigkeiten wahrnehmen.
Eine Befreiung von den Bestimmungen des „Judenkodex“ konnte jedoch vom Staatspräsidenten Jozef Tiso ausgesprochen werden. Diese Ausnahme hatte man bewusst offengelassen, um besonders verdiente oder in der heimischen Wirtschaft dringend gebrauchte Personen zu verschonen. Laut dem Historiker und Osteuropaexperten Jörg K. Hoensch blieb durch eine großzügige Verteilung der Ausnahmebescheinigungen (auch Schutzbriefe) ein Drittel der slowakischen Juden von der Deportation und Massenvernichtung ausgenommen. Die Historikerin Tatjana Tönsmeyer nennt die von exilslowakischen Historikern wie Milan Stanislav Ďurica mehrfach verwendete Zahl von 35.000 Juden, die 1942 im Besitz eines derartigen Schutzbriefes waren, hinterfragt diese Zahl aber dennoch kritisch. Diese Zahl entstammt meist einem am 26. Juni 1942 versendeten Telegramm des dritten deutschen Gesandten in Bratislava, Hanns Elard Ludin, an das deutsche Auswärtige Amt, in dem er über die zum Stillstand gekommenen Deportationen slowakischer Juden nach Auschwitz Meldung macht. In dem Dokument heißt es wörtlich:

„Die Durchführung der Evakuierung der Juden aus der Slowakei ist im Augenblick auf einem Toten Punkt angelangt. Bedingt durch kirchliche Einflüsse und durch die Korruption einzelner Beamter haben etwa 35.000 Juden Sonderlegitimationen erhalten, auf Grund deren sie nicht evakuiert zu werden brauchen.“

Eine genaue Angabe der vergebenen Ausnahmebescheinigungen und Schutzbriefe ist insofern problematisch, als dass das betreffende Archiv nach Kriegsende mehrmals von tschechoslowakischen Behörden begutachtet und geplündert wurde, wobei viele wichtige Dokumente verloren gingen. Der Verteidiger des Präsidenten Tiso vor dem Volksgerichtshof 1947, Ernest Žabkay, hält in seinen Erinnerungen fest, dass der kommunistische Gerichtsvorsitzende Igor Daxner eine Untersuchung zur Anzahl der tatsächlich von Tiso vergebenen Schutzbriefe verweigerte.
Mit dem „Judenkodex“ wurde die völlige staatsbürgerliche Entrechtung der slowakischen Juden festgeschrieben und die Voraussetzung für die späteren Deportationen geschaffen.